# Warea carteri
Warea carteri är en korsblommig växtart som beskrevs av John Kunkel Small. Warea carteri ingår i släktet Warea och familjen korsblommiga växter. Inga underarter finns listade i Catalogue of Life.

## Bildgalleri

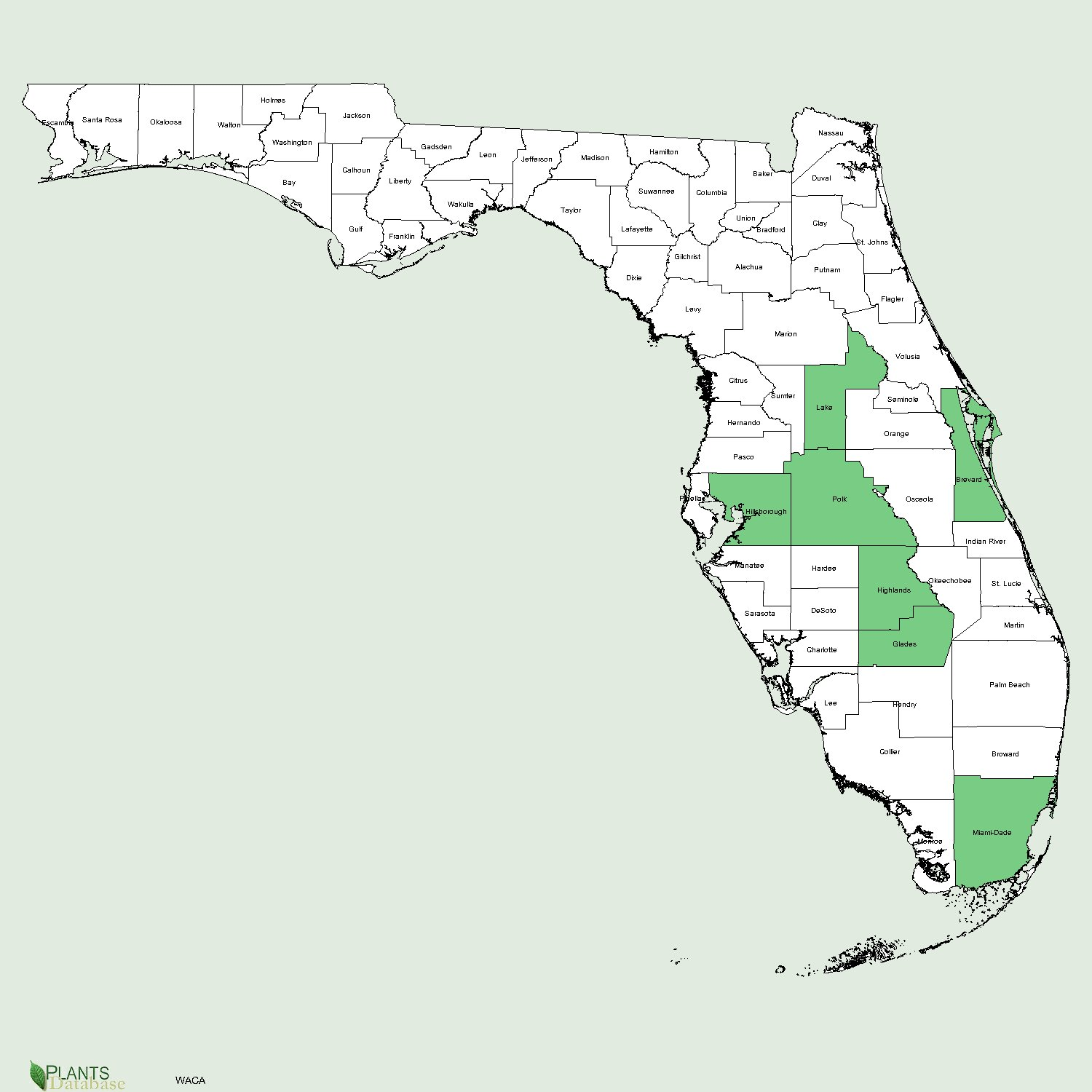